# Nedine
Nedine is een kevergeslacht uit de familie van de boktorren (Cerambycidae). De wetenschappelijke naam van het geslacht werd voor het eerst geldig gepubliceerd in 1864 door Thomson.

## Soorten
Nedine omvat de volgende soorten:
- Nedine adversa (Pascoe, 1864)
- Nedine longipes Thomson, 1864
- Nedine spaethi (Heller, 1924)
- Nedine sparatis Wang & Chiang, 1999
- Nedine subspinosa Wang & Chiang, 1999